# Albert Borowski
Albert Borowski (* 27. November 1876 in Rehsau; † Januar 1945 in Rudau) war ein sozialdemokratischer Politiker.

## Leben und Wirken
Borowski wurde in Rehsau im ostpreußischen Kreis Angerburg geboren (die Ortschaft gehört heute als Rydzówka zur Gemeinde Węgorzewo (Angerburg) in Polen). Nach der Volksschule machte er Ausbildungen zum Schlosser und Klempner. Nach der Jahrhundertwende war er kurze Zeit Angestellter der Ortskrankenkasse in Königsberg. Im Jahr 1902 war er Mitbegründer und bis 1906 besoldetes Vorstandsmitglied des Konsumvereins in Königsberg. Von 1906 bis 1914 war er dessen Geschäftsführer. In den Jahren 1914 bis 1916 war er Soldat im Ersten Weltkrieg. Anschließend war Borowski bis 1920 wieder als Geschäftsführer tätig. Zwischen 1924 und 1927 gehörte er dem Generalrat des Zentralverbandes deutscher Konsumvereine an. Nach dem Krieg war Borowski lange Jahre Vorstandsmitglied der SPD in Königsberg und im Bezirksvorstand für Ostpreußen. Als solcher nahm er mehrfach an den reichsweiten Parteitagen der SPD teil.
Zur Reichstagswahl von 1912 kandidierte er vergeblich für den Reichstag. Zwischen 1914 und 1918 war Borowski Stadtverordneter in Königsberg und während der Novemberrevolution vorübergehend kommissarischer Oberbürgermeister. Danach war er zunächst unbesoldeter und von 1920 bis 1933 besoldeter Stadtrat in Königsberg.
Von 1919 bis 1921 gehörte er der verfassungsgebenden preußischen Landesversammlung an. Außerdem war er von März bis Mai 1920 nach dem Kapp-Putsch Reichs- und Staatskommissar für Ostpreußen. Wegen seines wenig energischen Umganges mit den monarchischen Beamten der Provinz stieß er in der Partei auf Kritik und daher wurde er rasch des Amtes wieder enthoben. Von 1926 bis 1932 war er Mitglied im preußischen Staatsrat.
Nach dem Beginn der nationalsozialistischen Herrschaft wurde er aller Ämter enthoben und lebte zurückgezogen in Rudau (heute russisch: Melnikowo, Rajon Selenogradsk, Oblast Kaliningrad, Russland). Dort wurden er und seine Frau beim Einmarsch der Roten Armee von Soldaten erschlagen.